# Harta (Maďarsko)
Harta (chorvatsky Karta/Hartava, německy Hartau) je velká obec v Maďarsku v župě Bács-Kiskun, spadající pod okres Kalocsa. Nachází se asi 10 km jihovýchodně od Soltu, 18 km severovýchodně od Kalocsi a asi 55 km jihozápadně od Kecskemétu. V roce 2015 zde trvale žilo 3 239 obyvatel. Dle údajů z roku 2011 tvoří 83,9 % obyvatelstva Maďaři, 20,9 % Němci, 3,6 % Romové a 0,3 % Rumuni, přičemž 15,9 % obyvatel se ke své národnosti nevyjádřilo.
Kromě hlavní části jsou součástí obce i osady Állampuszta a Nagykékes. Obcí prochází silnice 51, blízko protéká řeka Dunaj.

## Sousední obce
| Růžice kompasu | Bölcske | Solt      | Dunatetétlen | Růžice kompasu |
| Růžice kompasu | Madocsa | Sever     | Akasztó      | Růžice kompasu |
| Růžice kompasu | Madocsa | Harta     | Akasztó      | Růžice kompasu |
| Růžice kompasu | Madocsa | Jih       | Akasztó      | Růžice kompasu |
| Růžice kompasu |         | Dunapataj | Kiskőrös     | Růžice kompasu |